# كأس إيطاليا 2015–16
كأس إيطاليا 2015–16 (بالإيطالية: Coppa Italia 2015-2016) هو الموسم 69 من  كأس إيطاليا. أقيم خلال الفترة 2 أغسطس 2015 وحتى مارس 2016، والذي يشرف على تنظيمه رابطة الدوري الإيطالي للمحترفين، وكان عدد الأندية المشاركة فيه  78، وفاز فيه يوفنتوس.